# Oreomela montivaga
Oreomela montivaga es una especie de insecto coleóptero de la familia Chrysomelidae.
Fue descrita científicamente en 1987 por Lopatin.